# Spielvereinigung Unterhaching
Lo SpVgg Unterhaching, comunemente Unterhaching, è una società calcistica tedesca con sede a Unterhaching, città dell'Alta Baviera. Milita nella Fußball-Regionalliga, la quarta divisione del calcio tedesco.
Il club conta 2 partecipazioni alla Bundesliga (dal 1999 al 2001) e 11 partecipazioni alla 2. Bundesliga. Gioca le proprie partite interne nello Sportpark Unterhaching.

## Storia
Originariamente parte del club ginnico TSV Hachinger, lo Spielvereinigung Unterhaching, abbreviato in SpVgg Unterhaching, si costituì come club calcistico indipendente il 1º gennaio 1925. Ottenuta la prima promozione nel 1931, nel 1932 la squadra fu promossa nuovamente, nella A-Klasse, la terza divisione. Il club fu sciolto nel 1933 dai nazisti perché ritenuto "politicamente inaffidabile" e non fu ricostituito fino alla fine della seconda guerra mondiale, nel 1945, tornando a giocare nella quarta divisione, la B-Klasse.
La squadra rimase un'anonima compagine dilettantistica sino al 1976, quando cominciò una notevole ascesa conseguendo la promozione in A-Klasse. Il primo posto in A-Klasse valse alla squadra bavarese la promozione in Bezirksliga nel 1977. Progressi continui portarono l'Unterhaching ad essere promossa nella Landesliga Bayern-Süd nel 1979 e poi in Oberliga Bayern (III), la più alta divisione dilettantistica dell'epoca, nel 1981.
Vincendo il campionato di Oberliga Bayern nel 1983, si qualificò ai play-off per la promozione in 2. Bundesliga, dove però non ebbe successo. Stessa sorte toccò al club nel 1988. La promozione in 2. Bundesliga fu centrata nel 1989, ma il ventesimo posto del 1989-1990 volle dire retrocessione in terza serie. Promossa nuovamente nel 1992, la squadra retrocesse nuovamente dopo un solo anno tra i cadetti, a causa del diciottesimo posto finale. Tornò in Zweite Bundesliga nel 1995, vincendo la neo-costituita Regionalliga Süd (III). La seconda metà degli anni novanta del XX secolo fu il periodo più fruttuoso nella storia del club. Nel 1995-1996 l'Unterhaching ottenne il quarto posto in seconda serie, poi il sesto e l'undicesimo nel 1996-1997 e nel 1997-1998. Nel 1998-1999 il secondo posto finale valse uno storico approdo in Bundesliga alla compagine di una città di poco più di 24 000 abitanti.
La già clamorosa impresa della promozione nella massima serie fu addirittura migliorata nell'annata seguente, quando il club riuscì a ottenere la salvezza in Bundesliga nel 1999-2000 con una giornata di anticipo rispetto alla fine del campionato, poi chiuso con un ottimo decimo posto finale. L'esordio in Bundesliga fu positivo per il club bavarese, vittorioso contro il Duisburg per 2-0. Anche se faticò fuori casa, l'Unterhaching rimase imbattuto in casa per nove partite (ottenendo vittorie prestigiose contro lo Stoccarda per 2-0 e il Borussia Dortmund per 1-0) prima di perdere per 0-2 contro i vicini del Bayern Monaco, quell'anno in lotta per il titolo con il Bayer Leverkusen. La prima vittoria esterna del club dell'Alta Baviera giunse sul campo dello Stoccarda, battuto nuovamente per 2-0. All'ultima giornata, già salvo, l'Unterhaching privò il Bayer Leverkusen del titolo battendolo per 2-0 e consentendo ai vicini Bayern Monaco, contemporaneamente vittoriosi contro il Werder Brema a pochi chilometri di distanza, di agganciare le aspirine in classifica e superarle in virtù del vantaggio negli scontri diretti. L'Unterhaching ottenne 10 vittorie, 5 pareggi in 17 partite in casa, dove perse solo contro il Bayern Monaco e il Kaiserslautern. Tra gli elementi di spicco della compagine bavarese si segnalarono il portiere Gerhard Tremmel, i difensori Alexander Strehmel e Jochen Seitz, i centrocampisti Markus Oberleitner e André Breitenreiter e l'attaccante Altin Rraklli. Breitenreiter e Rraklli segnarono insieme 13 reti in Bundesliga.
La successiva stagione 2000-2001 si rivelò, tuttavia, fallimentare per l'Unterhaching, che ottenne solo una vittoria e 2 pareggi nelle prime 8 giornate di Bundesliga. Pur rimanendo imbattuta nelle successive 6 partite, prima della sosta invernale del campionato era fuori dalla zona retrocessione solo per differenza reti. Pur battendo in casa Bayern Monaco e Monaco 1860, chiuse al sedicesimo posto, non evitando la retrocessione. All'ultima giornata si trovò nuovamente nelle condizioni di aiutare il Bayern nella vittoria del titolo, affrontando lo Schalke 04 in casa. L'Unterhaching si portò sul 2-0 e sul 3-2, ma alla fine fu rimontato e perse per 3-5. Il Bayern riuscì comunque a vincere il titolo ottenendo un preziosissimo pari sul campo dell'Amburgo (1-1) grazie a un gol di Patrik Andersson in zona Cesarini.
Nell'annata 2001-2002, in seconda serie, la squadra non andò oltre il sedicesimo posto, soccombendo all'ultima giornata a causa di una sconfitta (0-3) interna contro il Karlsruhe, quando invece sarebbe servita una vittoria, e retrocedendo così in Regionalliga Süd. Risalita subito in 2. Bundesliga, la compagine bavarese si salvò per il rotto della cuffia nel 2003-2004 e nel 2005-2006, ma cadde nuovamente in terza serie nel 2006-2007, classificandosi sedicesima. Nel 2007-2008 non fu mai in corsa per la promozione in Zweite Bundesliga, ma riuscì a qualificarsi per la neo-costituita 3. Liga, riorganizzata su base nazionale. Nel 2008-2009 andò vicina alla promozione in seconda serie, ma perse per 3-4 contro il Carl Zeiss Jena alla penultima giornata, scendendo dal secondo al quarto posto.
Dopo la sofferta salvezza del 2013-2014 (diciassettesimo posto), nel 2014-2015 l'Unterhaching retrocesse in Regionalliga Bayern. È tornata in 3. Liga vincendo il campionato di Regionalliga nel 2016-2017.

## Cronistoria recente
| Stagione  | Divisione           | Livello | Posizione |
| 1998-1999 | 2.Bundesliga        | II      | 2° ↑      |
| 1999-2000 | Bundesliga          | I       | 10°       |
| 2000-2001 | Bundesliga          | I       | 16° ↓     |
| 2001-2002 | 2. Bundesliga       | II      | 15° ↓     |
| 2002-2003 | Regionalliga Süd    | III     | 1° ↑      |
| 2003-2004 | 2. Bundesliga       | II      | 13°       |
| 2004-2005 | 2. Bundesliga       | II      | 10°       |
| 2005-2006 | 2. Bundesliga       | II      | 14°       |
| 2006-2007 | 2. Bundesliga       | II      | 16t° ↓    |
| 2007-2008 | Regionalliga Süd    | III     | 6°        |
| 2008-2009 | 3. Liga             | III     | 4°        |
| 2009-2010 | 3. Liga             | III     | 11°       |
| 2010-2011 | 3. Liga             | III     | 14°       |
| 2011-2012 | 3. Liga             | III     | 15°       |
| 2012-2013 | 3. Liga             | III     | 9°        |
| 2013-2014 | 3. Liga             | III     | 17°       |
| 2014-2015 | 3. Liga             | III     | 19° ↓     |
| 2015-2016 | Regionalliga Bayern | IV      | 4°        |
| 2016-2017 | Regionalliga Bayern | IV      | 1° ↑      |
| 2017-2018 | 3. Liga             | IV      | 9°        |
| 2018-2019 | 3. Liga             | IV      | 10°       |
| 2019-2020 | 3. Liga             | IV      | 11º       |

| ↑Promosso | ↓ Retrocesso |

## Palmarès

### Competizioni nazionali
- Fußball-Regionalliga: 4

1994-1995, 2002-2003, 2016-2017, 2022-2023

### Competizioni regionali
- Landesliga Bayern-Süd: 1

1980-1981
- Amateur-Oberliga Bayern: 3

1982-1983, 1988-1989, 1991-1992

### Altri piazzamenti
- 2. Fußball-Bundesliga:

Secondo posto: 1998-1999

## Organico

### Rosa 2023-2024
Aggiornata al 8 dicembre 2023.
| N. |                     | Ruolo | Calciatore          |
| -- | ------------------- | ----- | ------------------- |
| 1  | Germania (bandiera) | P     | René Vollath        |
| 2  | Germania (bandiera) | D     | Viktor Zentrich     |
| 3  | Germania (bandiera) | D     | Max Lamby           |
| 5  | Germania (bandiera) | D     | Josef Welzmüller    |
| 6  | Germania (bandiera) | D     | Marc Endres         |
| 7  | Germania (bandiera) | A     | Dominik Stroh-Engel |
| 8  | Germania (bandiera) | D     | Max Dombrowka       |
| 9  | Germania (bandiera) | A     | Stephan Hain        |
| 10 | Germania (bandiera) | C     | Sebastian Maier     |
| 11 | Austria (bandiera)  | A     | Patrick Hasenhüttl  |
| 13 | Germania (bandiera) | C     | Jim-Patrick Müller  |
| 14 | Germania (bandiera) | D     | Felix Göttlicher    |
| 15 | Germania (bandiera) | D     | Christoph Greger    |
| 16 | Germania (bandiera) | C     | Stephan Mensah      |
| 17 | Germania (bandiera) | D     | Jannik Bandowski    |
| 18 | Germania (bandiera) | C     | Niclas Anspach      |
| 19 | Germania (bandiera) | C     | Maximilian Krauß    |
| 20 | Germania (bandiera) | C     | Dominik Stahl       |
| 21 | Germania (bandiera) | C     | Sascha Bigalke      |
| 23 | Germania (bandiera) | D     | Markus Schwabl      |

| N. |                      | Ruolo | Calciatore          |
| -- | -------------------- | ----- | ------------------- |
| 24 | Germania (bandiera)  | C     | Alexander Kaltner   |
| 25 | Germania (bandiera)  | D     | Paul Grauschopf     |
| 26 | Germania (bandiera)  | C     | Niclas Stierlin     |
| 27 | Germania (bandiera)  | C     | Moritz Heinrich     |
| 28 | Germania (bandiera)  | D     | Jannis Turtschan    |
| 29 | Germania (bandiera)  | A     | Felix Schröter      |
| 30 | Germania (bandiera)  | C     | Luca Marseiler      |
| 31 | Germania (bandiera)  | C     | Felix Müller        |
| 33 | Germania (bandiera)  | D     | Christoph Ehlich    |
| 34 | Rep. Ceca (bandiera) | D     | Viktor Zentrich     |
| 35 | Germania (bandiera)  | C     | Alexander Fuchs     |
| 36 | Germania (bandiera)  | D     | Deniz Haimerl       |
| 37 | Germania (bandiera)  | C     | Julien Richter      |
| 38 | Sudafrica (bandiera) | C     | Boipelo Mashigo     |
| 40 | Germania (bandiera)  | C     | Leonard Grob        |
| 41 | Germania (bandiera)  | P     | Michael Gurski      |
| 43 | Germania (bandiera)  | C     | Daniel Hausmann     |
| 44 | Germania (bandiera)  | C     | Andreas Hirtlreiter |
| 45 | Germania (bandiera)  | P     | Lino Volkmer        |
| 46 | Germania (bandiera)  | C     | Fynn Seidel         |